# Limla
Limla é uma vila no distrito de Surat, no estado indiano de Guzerate.

## Demografia
Segundo o censo de 2001, Limla tinha uma população de 6622 habitantes. Os indivíduos do sexo masculino constituem 56% da população e os do sexo feminino 44%. Limla tem uma taxa de alfabetização de 75%, superior à média nacional de 59.5%: a literacia no sexo masculino é de 79% e no sexo feminino é de 70%. Em Limla, 11% da população está abaixo dos 6 anos de idade.